# Состязание (фильм, 1963)
«Состяза́ние» (туркм. Şükür bagşy; англ. The Contest) — туркменский советский чёрно-белый фильм режиссёра Булата Мансурова, снятый по мотивам повести Н. Сарыханова «Шукур-бахши». Дипломная работа режиссёра, сделавшая туркменское кино известным во всём мире

## Сюжет
Прославленный туркменский музыкант Шукур узнаёт, что его брат попал в плен к персидскому хану. Его туркменские соратники готовят военный набег, чтобы освободить брата Шукура, но Шукур отправляется к хану один со своим дутаром. Хан устраивает состязание в игре на дутаре между Шукуром и своим придворным музыкантом Гуламом, пообещав освободить брата Шукура в случае его победы.

## В ролях
| Актёр              | Роль                     |
| ------------------ | ------------------------ |
| Аман Хандурдыев    | Шукур бахши              |
| Артык Джаллыев     | Чапык-хан / Маммедяр-хан |
| Ходжан Овезгеленов | Гулам бахши              |
| Якуб Бекназаров    | Юсуп                     |
| Ходжадурды Нарлиев | Берды                    |
| Амангельди Одаев   | джигит                   |
| Гуллук Ходжаев     | телохранитель            |

Закадровый текст в советском дубляже — Роберт Чумак.

## Награды
- 1964 — Смотр-конкурс кинематографистов республик Средней Азии и Казахстана (диплом — Булат Мансуров).
- 1992 — Международная премия Туркменистана им. Махтумкули (Ходжакули Нарлиев).